# Stäubli
Stäubli International AG è un'azienda svizzera, presente nei settori tessile e robotica.

## Storia
Stäubli venne fondata nel 1892 con il nome Schelling & Stäubli come azienda di riparazioni macchine tessili di Horgen sul lago di Zurigo da Rudolph Schelling e Hermann Stäubli. Nel 1909 la società apre una manifattura a Faverges, Haute-Savoie, Francia. Dopo la morte di Rudolph Schelling lo stesso anno la società diventa "Gebrüder Stäubli" (fratelli Stäubli).
Nel 1956 la società diversifica verso l'idraulica e la pneumatica con la produzione di connessioni rapide. La divisione connettori nasce in quel periodo. Nel 1969 viene acquisita la società tedesca Erich Trumpelt (fondata nel 1954 a Bayreuth) e la denominazione aziendale diventa "Stäubli & Trumpelt". Nel 1982 diversifica di nuovo, in automazione e robotica. Nel 1983 viene acquisita la francese Verdol SA e creata così la società "Stäubli - Verdol SARL" di Lyon-Chassieu.
Nel 1982 iniziò la collaborazione con la statunitense Unimation nel settore della robotica. Nel 1983 acquisirono la storica fabbrica di macchine Jacquard, Verdol, risalente al 1883 presso Lione.
Nel 1989 Stäubli acquisisce Unimation dalla Westinghouse Electric, inclusa la sede britannica di Telford. Nel 1994 viene comprata la Zellweger Weaving Systems di Sargans. Nel 2002 acquisiscono la svizzera Multi-Contact. 
Nel 2004 prendono il controllo della divisione robotica della tedesca Bosch Rexroth. Nel 2007 l'italiana DEIMO.

## Dati societari
Con oltre 4.500 dipendenti Stäubli Group genera un fatturato di 1 mld di CHF. La società ha 12 siti industriali in 50 paesi: Allschwil,  Bayreuth, Carate Brianza, Brescia, Chemnitz, Duncan (Carolina del Sud), Essen, Faverges, Hangzhou, Hésingue, Lione, Sargans, Weil am Rhein.

## Settori

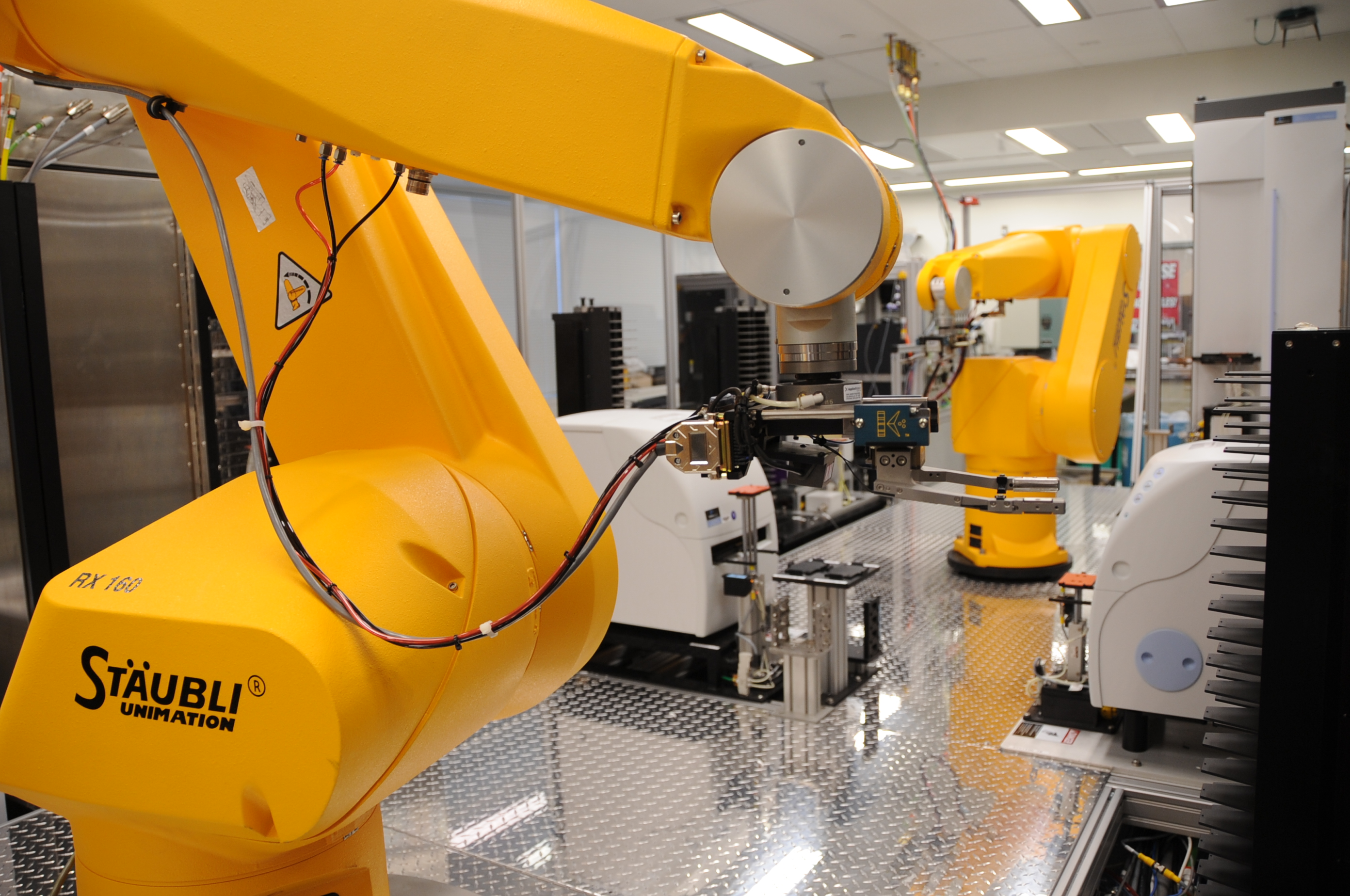
Stäubli robot usato in genomica

### Connettori
- Stäubli Connectors produce accoppiamenti rapidi mono- e multiconnessioni per liquidi e gas, cambio utensili- e –attacchi rapidi per macchine utensili. Nei settori automotive, materie plastiche, ferroviario, siderurgico, chimico, farmaceutico, medico, motorsport, aerospaziale e militare.

### Robotica
- Stäubli Robotics è la divisione di robotica dal 1982. Produce robot 6-assi e SCARA- (4-assi- (dalla BOSCH-Rexroth AG)) industriali per manipolazione, verniciatura. Nei settori automotive, beni di consumo, elettrotecnica, materie plastiche.

### Macchine tessili
- Stäubli Textile è la divisione più antica della società che produce macchine tessili e relativi controlli come Macchine Jacquard, macchine eccentriche e per tappeti.

## Consociate
- Schönherr, macchine tessili per tappeti (Bayreuth, Germania)
- Multi-Contact, connettori elettrici (Basilea, Svizzera)
- Deimo, elettronica industriale (Carate Brianza, Italia)